# Alice Ronner
Alice Emma Henriëtte Ronner (geboren am 9. September 1857 in Brüssel; gestorben am 4. Juli 1957 in Ixelles/Elsene) war eine belgische Malerin. 

## Leben
Alice Ronner stammte aus einer Künstlerfamilie. Bereits ihr Großvater Josephus-Augustus Knip (1777–1847) übte den Beruf des Kunstmalers aus. Ihre Mutter Henriëtte Ronner-Knip war ebenfalls als Malerin tätig. Sie ist vor allem für ihre Gemälde mit Tiermotiven – meist Katzen und Hunde – bekannt. Aus ihrer Ehe mit Feico Ronner gingen sechs Kinder hervor. Ihrer Tochter Alice erteilte sie ab dem Alter von 14 Jahren Malunterricht. Auch ihre Geschwister Alfred Ronner (1852–1901) und Emma Ronner (1860–1936) erlernten die Malerei.
Ronner hatte während der Ausbildung bei ihrer Mutter große Freiheiten und arbeitete vor allem nach der Natur. Ihr Werk umfasst meist Stillleben mit Blumen, Vasen, Zinnkrügen und Porzellan im Stil des Realismus. 1898 stellten beide Künstlerinnen gemeinsam ihre Werke in Rotterdam aus. Beide waren Mitglied in der Vereinigung der belgischen Künstlerinnen Cercle des femmes peintres und stellten in deren Salons aus. Zudem zeigte Alice Ronner ihre Werke regelmäßig in den jährlichen Salons von Brüssel, Gent und Antwerpen. Darüber hinaus waren ihre Werke auf der Pariser Weltausstellung von 1900 und in der Berliner Secession 1908 zu sehen. 1911 gründete sie in Brüssel mit anderen Künstlerinnen die Galerie Lyceum. Hierzu gehörten ihre Schwester Emma Ronner und die Malerinnen Anna Boch, Louise Danse, Marie Danse, Juliette Wytsman, Berthe Art und Ketty Gilsoul-Hoppe.
Während des Ersten Weltkrieges flüchtete Ronner nach Großbritannien. Dort fanden 1915 in Cardiff und 1916 in Folkestone Ausstellungen mit moderner Kunst aus Belgien statt. Alice Ronner stellte hierbei neben bekannten Künstlern wie James Ensor und Fernand Khnopff aus. Nach dem Krieg kehrte sie nach Brüssel zurück. Sie blieb ihr Leben lang unverheiratet und hatte keine Kinder. Alice Ronner starb im Alter von 99 Jahren in Ixelles/Elsene.

## Werke in öffentlichen Sammlungen (Auswahl)
- De kalkoen – Königliche Museen der Schönen Künste, Brüssel
- De papavers – Königliche Museen der Schönen Künste, Brüssel
- De tinnen kruik – Königliche Museen der Schönen Künste, Brüssel
- Schaal Louis-Philippe – Groeningemuseum, Brügge
- Rhododendrons – Museum voor Schone Kunsten, Gent
- Harp met bloemen – Stedelijk Museum Wuyts-Van Campen en Baron Caroly, Lier
- Vaas met bloemen – Museum van het OCMW (Openbaar Centrum voor Maatschappelijk Welzijn), Brüssel
- De rieten zetel – Musée d’Orsay, Paris